# Szabolcsveresmart
Szabolcsveresmart je vas na Madžarskem, ki upravno spada pod podregijo Kisvárdai Županije Szabolcs-Szatmár-Bereg.